# مارتا شارجاي
مارتا شارجاي (بالإسبانية: Marta Xargay)‏ مواليد 20 ديسمبر 1990 في جرندة، هي لاعبة كرة سلة إسبانية. بدأت مسيرتها الاحترافية في سنة 1996. تلعب مع فينيكس ميركوري في دوري الاتحاد الوطني لكرة السلة النسائية. وتحمل الرقم 10. يبلغ طولها 5 قدم 11 بوصة (1.8 م). مثلت منتخب بلادها. شاركت في دورة الألعاب الأولمبية الصيفية سنة 2016. لعبت مع نادي أفينيدا لكرة السلة للسيدات وفينيكس ميركوري.

## سجل المنافسة
شاركت في المنافسات التالية:
- الألعاب الأولمبية الصيفية 2016
- كأس العالم لكرة السلة للسيدات 2014

## الميداليات
| الميدالية | المسابقة                           |
| --------- | ---------------------------------- |
| فضية      | الألعاب الأولمبية الصيفية 2016     |
| فضية      | كأس العالم لكرة السلة للسيدات 2014 |

## روابط خارجية
- مارتا شارجاي على موقع الاتحاد الدولي لكرة السلة (الإنجليزية)
- مارتا شارجاي على موقع الاتحاد الوطني لكرة السلة النسائية (الإنجليزية)
- مارتا شارجاي على موقع كرة السلة الأوروبية.كوم (الإنجليزية)
- مارتا شارجاي على موقع بروبوليرز (الإنجليزية)
- مارتا شارجاي على موقع سبورتس رفرنس (الإنجليزية)
- مارتا شارجاي على موقع سبورتس رفرنس (الإنجليزية)
- مارتا شارجاي على موقع اللجنة الأولمبية الدولية (الإنجليزية)
- مارتا شارجاي على موقع أوليمبيديا (الإنجليزية)